# Prangos meliocarpoides
Prangos meliocarpoides är en flockblommig växtart som beskrevs av Pierre Edmond Boissier. Prangos meliocarpoides ingår i släktet Prangos och familjen flockblommiga växter.

## Underarter
Arten delas in i följande underarter:
- P. m. arcis-romanae
- P. m. arcis-romanae
- P. m. meliocarpoides